# Redukált tömeg
A fizikában a redukált tömeg egy úgynevezett „hatékonyabb” tömeg a newtoni mechanika kéttest-problémáinak megoldására. Ez egy olyan mennyiség, ami által a kéttest-problémát úgy tárgyalhatjuk, mintha egytest-probléma lenne.
Zárt rendszerben lejátszódó mechanikai jelenségek tárgyalásánál az általunk kiválasztott anyagi pont viszonylagos mozgását leírhatjuk egy {\displaystyle \mu } tömegű anyagi pontnak a kölcsönhatási erő hatására létrejövő mozgásával.
A redukált tömeget általában {\displaystyle \mu }-vel jelöljük, tömeg dimenziója van, mértékegysége SI-ben kg.

## Egyenlet
Ha a két tömeg {\displaystyle m_{1}}, illetve {\displaystyle m_{2}}, akkor az általunk kiválasztott tömeget helyettesítjük :{\displaystyle \mu ={\frac {m_{1}m_{2}}{m_{1}+m_{2}}}}-vel, a rá ható erő pedig a két test között fellépő kölcsönhatási erő lesz.

## Levezetés

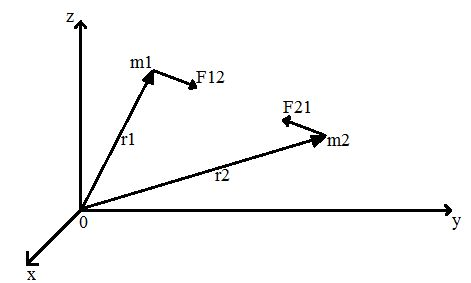
A két tömeg és a rájuk ható kölcsönhatási erők

Vizsgáljuk az {\displaystyle m_{1}}, illetve az {\displaystyle m_{2}} anyagi pontok mozgását az {\displaystyle \mathbf {F} _{12}} ({\displaystyle m_{1}} részéről {\displaystyle m_{2}}-re ható kölcsönhatási erő) és {\displaystyle \mathbf {F} _{21}} ({\displaystyle m_{2}} részéről {\displaystyle m_{1}}-re ható kölcsönhatási erő) hatására.
Az anyagi pontok mozgásegyenletei:
{\displaystyle {\frac {d\mathbf {v} _{1}}{dt}}={\frac {\mathbf {F} _{12}}{m_{1}}}} illetve {\displaystyle {\frac {d\mathbf {v} _{2}}{dt}}={\frac {\mathbf {F} _{21}}{m_{2}}}}
ezeket egymásból kivonjuk:
{\displaystyle {\frac {d\mathbf {v} _{1}}{dt}}-{\frac {d\mathbf {v} _{2}}{dt}}={\frac {d(\mathbf {v} _{1}-\mathbf {v} _{2})}{dt}}={\frac {\mathbf {F} _{12}}{m_{1}}}-{\frac {\mathbf {F} _{21}}{m_{2}}}}
A {\displaystyle (\mathbf {v} _{1}-\mathbf {v} _{2})=\mathbf {v} _{12}} az {\displaystyle m_{1}} relatív sebessége az {\displaystyle m_{2}}-höz képest. Továbbá mivel {\displaystyle \mathbf {F} _{21}=-\mathbf {F} _{12}} (a kölcsönhatási erők ellentétes irányításúak), tovább rendezhetjük az egyenletet:
{\displaystyle {\frac {d}{dt}}\mathbf {v} _{12}=\left({\frac {1}{m_{1}}}+{\frac {1}{m_{2}}}\right)\mathbf {F} _{12}}
A {\displaystyle d\mathbf {v} _{12}/dt} az {\displaystyle m_{1}} tömegű anyagi pont {\displaystyle \mathbf {a} _{12}} relatív gyorsulása. Bevezetve a
{\displaystyle \mu ={\frac {m_{1}m_{2}}{m_{1}+m_{2}}}}
jelölést, ahol {\displaystyle \mu } tömeg dimenziójú mennyiség, és az egyenletbe helyettesítve következik:
{\displaystyle \mathbf {a} _{12}={\frac {\mathbf {F} _{12}}{\mu }}}.
Ez az összefüggés kimutatja, hogy két kölcsönhatásban lévő anyagi pont viszonylagos mozgása megfelel egy {\displaystyle \mu } tömegű anyagi pontnak a kölcsönhatási erő hatására létrejövő mozgásával. Ezért nevezzük a {\displaystyle \mu } mennyiséget redukált tömegnek.